# Атлант (архітектура)

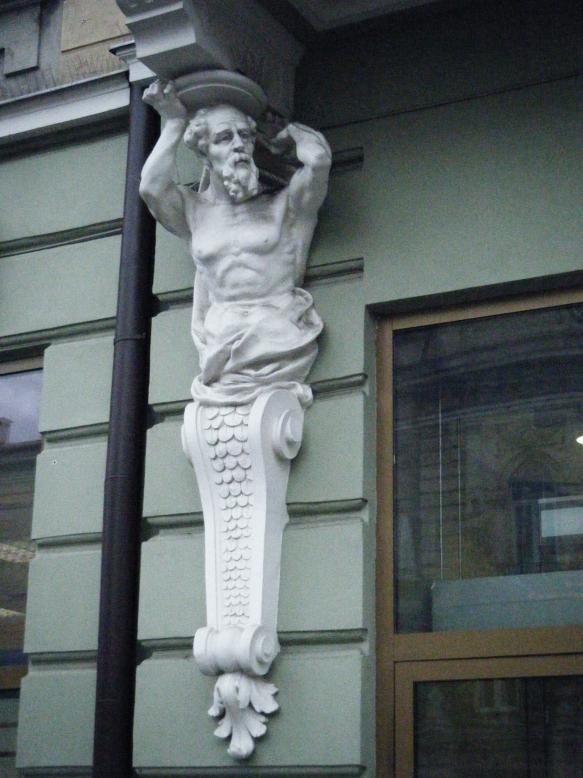
Атлант на будівлі

Атла́нт — скульптурний елемент в архітектурі будівлі, що має конструктивне значення — опора у вигляді чоловічої фігури, яка підтримує балкове перекриття замість стовпа або колони. Назва прийшла з давньогрецького міфу, згідно з яким титан Атлант, що стоїть на західній околиці землі, тримає на своїх плечах небесне склепіння в покарання за участь у битві проти богів. Фігури атлантів особливо часто використовували в архітектурі бароко.